# بوريس فان دير هام
بوريس فان دير هام (بالهولندية: Boris van der Ham)‏ هو سياسي وممثل هولندي، ولد في 29 أغسطس 1973 في هولندا.

## وصلات خارجية
- بوريس فان دير هام على موقع IMDb (الإنجليزية)
- بوريس فان دير هام على موقع قاعدة بيانات الفيلم (الإنجليزية)